# Hylaeus magrettii
Hylaeus magrettii är en biart som först beskrevs av Joseph Vachal 1892.  Hylaeus magrettii ingår i släktet citronbin, och familjen korttungebin. Inga underarter finns listade i Catalogue of Life.